# 兵庫県道429号岩野辺山崎線
兵庫県道429号岩野辺山崎線（ひょうごけんどう429ごう いわのべやまさきせん）は、兵庫県宍粟市を通る一般県道である。

## 概要
宍粟市千種町岩野辺から宍粟市山崎町今宿に至る。
とりがたわ道路の供用開始に伴い国道429号の路線が変更される際、その旧道のうち当路線との交点からとりがたわ道路との交点までの区間を編入するため、2008年（平成20年）8月1日兵庫県告示第795号により起点を変更するとともに路線名を兵庫県道429号内海（うつのみ）山崎線から改称し、同年11月11日兵庫県告示1,120号により旧国道429号の一部を編入した。
終点側は比較的整備されている。起点側に進むにつれて幅員が狭くなり、山道の様相を呈する。起点側は兵庫県道520号大沢岩野辺線との重複区間以外は未着工であり、通行不能区間がある。
宍粟市では当路線を市内の広域連絡路および蔦沢北部住民の災害救済路として認識しており、旧山崎町時代から引き続いて全面開通に向けて検討中であるものの、国有林等道路敷の問題をはじめ課題が山積しているため、全面開通は事実上断念された状態である。

### 路線データ
- 起点：宍粟市千種町岩野辺（国道429号交点、兵庫県道520号大沢岩野辺線終点）
- 終点：宍粟市山崎町今宿（今宿北交差点、国道29号交点）
- 総延長：19.958 km
- 通行不能区間：宍粟市千種町岩野辺 - 宍粟市山崎町上ノ間

## 歴史
- 2008年（平成20年）
  - 8月1日 - 兵庫県告示第795号により起点を変更するとともに路線名を兵庫県道429号内海（うつのみ）山崎線から岩野辺山崎線に変更。
  - 11月11日 - 兵庫県告示1,120号により旧国道429号の一部を編入。

## 路線状況

### 重複区間
- 兵庫県道520号大沢岩野辺線（宍粟市千種町岩野辺）

### 道路施設

#### 橋梁
- 生谷橋（伊沢川、宍粟市）

## 地理

### 通過する自治体
- 宍粟市

### 交差する道路
| 交差する道路                                                   | 交差する場所 | 交差する場所        |
| -------------------------------------------------------------- | ------------ | ------------------- |
| 国道429号 兵庫県道520号大沢岩野辺線 重複区間起点               | 千種町岩野辺 | 起点                |
| 兵庫県道520号大沢岩野辺線 重複区間終点                         | 千種町岩野辺 |                     |
| 通行不能区間                                                   |              |                     |
| 兵庫県道546号上ノ波賀線未供用                                  | 山崎町上ノ   |                     |
| 兵庫県道523号塩田一宮線                                        | 山崎町上牧谷 |                     |
| 国道29号 兵庫県道6号養父宍粟線 重複 兵庫県道8号加美宍粟線 重複 | 山崎町今宿   | 今宿北交差点 / 終点 |

### 沿線
- 伊沢川
- 学遊館
- 生谷温泉 伊沢の里
- 宍粟市立蔦沢小学校
- 宍粟市立山崎東中学校